# Bellaspira margaritensis
Bellaspira margaritensis é uma espécie de gastrópode do gênero Bellaspira, pertencente a família Drilliidae.